# Constant Prodhomme
Pour les articles homonymes, voir Prodhomme.
Constant Prodhomme, né le 23 janvier 1849 à Gorron, en Mayenne, mort en 1920, est un évêque catholique missionnaire français, vicaire apostolique du Laos (en) de 1913 à 1920. Il était membre de la société des Missions étrangères de Paris.

## Biographie
Constant Prodhomme est consacré Vicaire apostolique du Laos (en) et évêque titulaire de Geras (de) le 14 septembre 1913 par Victor Quinton avec comme co-consécrateurs Émile Barillon (en) et Jean-Claude Bouchut.